# Мухаммад III Аламутский
Ала́ ад-Ди́н Муха́ммад III (1211 — 1255), более известный как Ала́ ад-Ди́н — сын Джалал ад-Дина Хасана III и 26-й исмаилитский-низаритский имам.
Правил с 1221 по 1255 год. Его видение терпимости, инклюзивности и плюрализма было редким и ярким примером для того времени. Правление Ала ад-Дина стало свидетелем начала монгольских опустошений Персии и восточного исламского мира. Он был убит при подозрительных обстоятельствах, и в 1255 году ему наследовал его старший сын Рукн ад-Дин Хуршах.

## Биография

### Жизнь
Ала ад-Дин Мухаммад или Мухаммад III родился в 609/1213 году. Он наследовал своему отцу в возрасте 9 лет. Управление государственными делами осуществлялось его одарённой матерью в течение примерно шести лет, что стало первым случаем, когда женщина управляла Аламутом. Период в шесть лет (с 618/1221 по 624/1227) был очень мирным в Аламуте, за это время мать имама, по-видимому, свергла многих неспособных правителей в Рудбаре и Кухистане. Похоже, что некоторые губернаторы и чиновники злоупотребляли своими полномочиями в тот период. В 624/1227 году Ала ад-Дин Мухаммад принял власть после смерти своей матери в возрасте 15 или 16 лет и жестоко расправился с лицами, злоупотреблявшими властью. Большинство из них отвернулись от него и уехали жить в Казвин. Чтобы скрыть историю своих просчётов, они начали распространять слухи против имама с горьким сарказмом. Некоторые из них продолжали распространять информацию о том, что мозг Ала ад-Дина Мухаммада был поражён за несколько месяцев до 624/1227 года, когда врач оперировал его, что привело к потере избытка крови. Однако очень скоро оппозиция была преодолена. При правлении Мухаммада III суннитский конформизм, инициированный его отцом, постепенно и незаметно был обращён вспять, и его община всё чаще открыто считала себя шиитами-исмаилитами.

### Образование и интеллектуальное лидерство
Имам Ала ад-Дин Мухаммад был уважаемым учёным, изучавшим духовные, философские и юридические науки, он был хорошо известен своими мистическими высказываниями, которые отражали его глубокие знания. Он основал специальную школу для обучения да’и правильным принципам приглашения людей в низаритский-исмаилитский ислам. Он является автором основополагающей Конституции для низаритов-исмаилитов под названием «Мюриды». Один из даи, Шамс ад-Дин ибн Ахмад ибн Якуб аль-Таййиби констатировал, что трактат назван «Конституция и призыв верующих к посещению» было передано ему даи Насир ад-Дином ат-Туси, который получил её непосредственно от Ала ад-Дина Мухаммада.
Ала ад-Дин уделял особое внимание учёным дискуссиям и диспутам, которые проходили в Аламуте. Он отводил один день в неделю философским и доктринальным дебатам между даи, направляя их оттачивать свои навыки диалектических дебатов, предлагая педагогические приёмы и аргументацию, которые сделали их очень опытными в диалектических дискуссиях и аргументах.
Более поздние исследования, проведённые в последнее десятилетие, показали, что интеллектуальная жизнь процветала во время долгого правления Ала ад-Дина Мухаммада и получила особый импульс от притока внешних учёных, бежавших от первых волн монгольских нашествий и нашедших убежище в низаритских крепостных общинах Персии. Главным среди таких учёных, которые пользовались библиотеками низаритов и покровительством образования, был Насир ад-Дин ат-Туси, внёсший большой вклад в низаритскую-исмаилитскую мысль позднего Аламутского периода во время своего трёхдесятилетнего пребывания среди них. Как подробно описано в его духовной автобиографии, озаглавленной «Сайр ва сулук», ат-Туси фактически обратился в исмаилизм где-то во время своего длительного общения с низаритами-исмаилитами.

### Терпимость и плюрализм
Хорошо задокументировано, что имам Ала ад-Дин Мухаммад был очень инклюзивным и плюралистичным в своём мировоззрении. Он оказал покровительство и приют различным учёным из соседних стран, разрушенных монгольским нашествием. Ала ад-Дин предоставил доступ к библиотекам и предложил всевозможную поддержку. Насир ад-Дин ат-Туси был одним из его выдающихся даи, который внёс ценный вклад в исмаилитское богословие.
Помимо своих миссий по созданию христианско-мусульманской коалиции в ожидании монгольского вторжения, он был одним из первых, кто направил мирное послание Великому кагану Гуюку в Монголии в полном сотрудничестве с суннитским Аббасидским халифатом. Отношения с Аббасидским халифатом во время его руководства были дружественными и сердечными.
Во время своего 34-летнего имамата он послал даи в Синд, чтобы установить низаритский-исмаилитский ислам на Индийском субконтиненте.

### Серебряные монеты

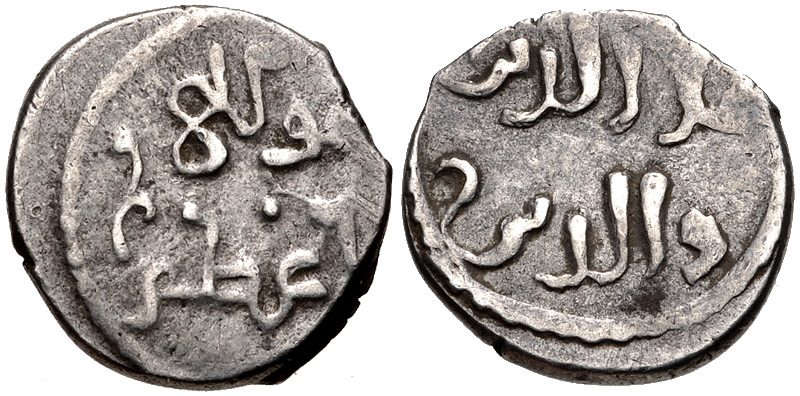
Серебряная монета Ала ад-Дина

Серебряные монеты использовались в 618 году хиджры в ранний период правления низаритского-исмаилитского имама Ала ад-Дина Мухаммада. В то время таких монет в Иране ещё не существовало.